# Skoki do wody na Letnich Igrzyskach Olimpijskich 2008 – trampolina 3 m synchronicznie mężczyzn
Konkurs skoków do wody z trampoliny 3 m mężczyzn synchronicznie podczas Letnich Igrzysk Olimpijskich 2008 rozegrany został 13 sierpnia. Zawody rozgrywane były w Pływalni Olimpijskiej.

## Format
Każda para wykonuje 6 skoków które są oceniane przez 9 sędziów z których 4 ocenia zawodników a pięciu ocenia synchronizację skoków.
Do końcowej oceny brane są pod uwagę środkowe oceny każdego z zawodników oraz trzy środkowe oceny synchronizacji. Z pięciu ocen wyliczana jest średnia, która mnożona jest przez 3 a następnie mnożona przez współczynnik trudności.

## Terminarz
Czas w Pekinie (UTC+08:00)
| Data             | Godzina | Runda |
| ---------------- | ------- | ----- |
| 13 sierpnia 2008 | 14:30   | Finał |

## Wyniki
| Pozycja | Zawodnik                                                   | Finał  | Finał  | Finał  | Finał  | Finał  | Finał  | Suma punktów |
| Pozycja | Zawodnik                                                   | Skok 1 | Skok 2 | Skok 3 | Skok 4 | Skok 5 | Skok 6 | Suma punktów |
| ------- | ---------------------------------------------------------- | ------ | ------ | ------ | ------ | ------ | ------ | ------------ |
| złoto   | Chiny · Wang Feng · Qin Kai                                | 57,60  | 55,80  | 83,70  | 89,76  | 87,72  | 94,50  | 469,08       |
| srebro  | Rosja · Dmitrij Sautin · Robert Jurij Kunakow              | 54,60  | 52,20  | 80,10  | 79,56  | 67,32  | 88,20  | 421,98       |
| brąz    | Ukraina · Ilja Kwasza · Ołeksij Prigorow                   | 51,00  | 43,20  | 79,56  | 78,54  | 84,00  | 78,75  | 415,05       |
| 4.      | Stany Zjednoczone · Chris Colwill · Jevon Tarantino        | 51,00  | 50,40  | 76,26  | 72,42  | 85,05  | 75,60  | 410,73       |
| 5.      | Kanada · Alexandre Despatie · Arturo Miranda               | 53,40  | 49,80  | 77,40  | 71,61  | 77,52  | 79,56  | 409,29       |
| 6.      | Niemcy · Pavlo Rozenberg · Sascha Klein                    | 50,40  | 52,20  | 73,44  | 76,65  | 76,65  | 73,50  | 402,84       |
| 7.      | Wielka Brytania · Nicholas Robinson-Baker · Benjamin Swain | 51,00  | 49,20  | 76,26  | 67,50  | 81,90  | 76,50  | 402,36       |
| 8.      | Australia · Scott Robertson · Robert Newbery               | 50,40  | 51,60  | 56,73  | 82,62  | 77,70  | 74,55  | 393,60       |